# Exocentrus leucosticticus
Exocentrus leucosticticus är en skalbaggsart som beskrevs av Stefan von Breuning 1960. Exocentrus leucosticticus ingår i släktet Exocentrus och familjen långhorningar.
Artens utbredningsområde är Filippinerna. Inga underarter finns listade i Catalogue of Life.